# Falck
Falck (deutsch Falk) ist eine französische Gemeinde mit 2516 Einwohnern (Stand 1. Januar 2022) im Département Moselle in der Region Grand Est (bis 2016 Lothringen). Sie gehört zum Arrondissement Forbach-Boulay-Moselle und zum Kanton Bouzonville.

## Geographie
Die Gemeinde liegt in Lothringen, 38 Kilometer ostnordöstlich von Metz, 13 Kilometer nordöstlich von Boulay-Moselle (Bolchen), zehn Kilometer südöstlich von Bouzonville (Busendorf ) am Weyerbach und sieben Kilometer nordwestlich von Creutzwald (Kreuzwald) unweit der Grenze zum Saarland auf einer Höhe zwischen 203 und 325 m über dem Meeresspiegel. Das Gemeindegebiet umfasst 6,13 km².

## Geschichte
Die Ortschaft gehörte im Mittelalter zum Herzogtum Lothringen im Heiligen Römischen Reich.
Durch den Frankfurter Frieden vom 10. Mai 1871 kam das Gebiet zum deutschen Reichsland Elsaß-Lothringen, und das Dorf wurde dem Kreis Bolchen im Bezirk Lothringen zugeordnet. Auf der Gemarkung der Gemeinde gab es drei Mühlen, eine Ölmühle, einen Kalkofen, eine Ziegelei, ein Kohlebergwerk sowie eine Eisen- und Stahlfabrik; die Landwirte des Orts betrieben Ackerbau und Viehzucht. Der Bergbau auf Eisen, Blei und Kupfer war schon lange vor 1871 wegen mangelnder Rentabilität eingestellt worden.
Nach dem Ersten Weltkrieg musste die Region aufgrund der Bestimmungen des Versailler Vertrags 1919 an Frankreich abgetreten werden. Im Zweiten Weltkrieg war die Region von der deutschen Wehrmacht besetzt.

### Bevölkerungsentwicklung
| Jahr      | 1962 | 1968 | 1975 | 1982 | 1990 | 1999 | 2007 | 2019 |
| Einwohner | 1553 | 1659 | 1918 | 2097 | 2322 | 2458 | 2591 | 2506 |

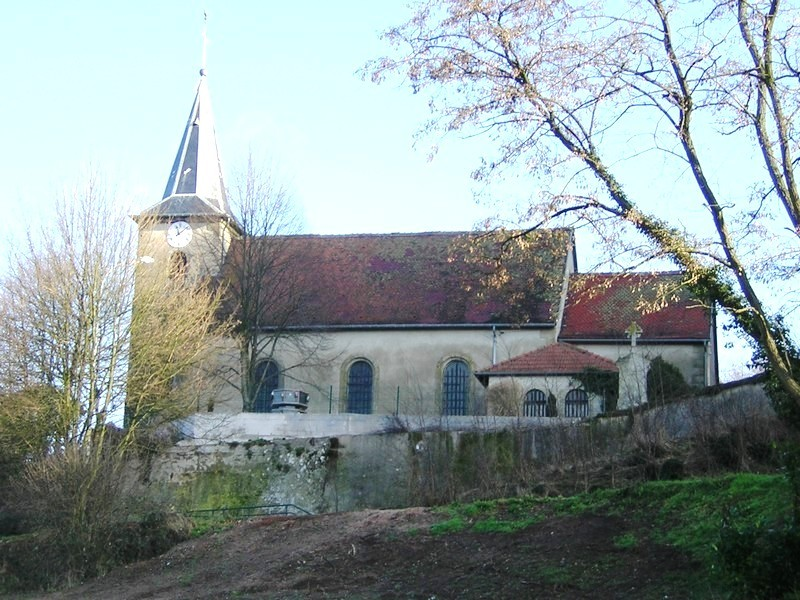
Kirche St. Brice
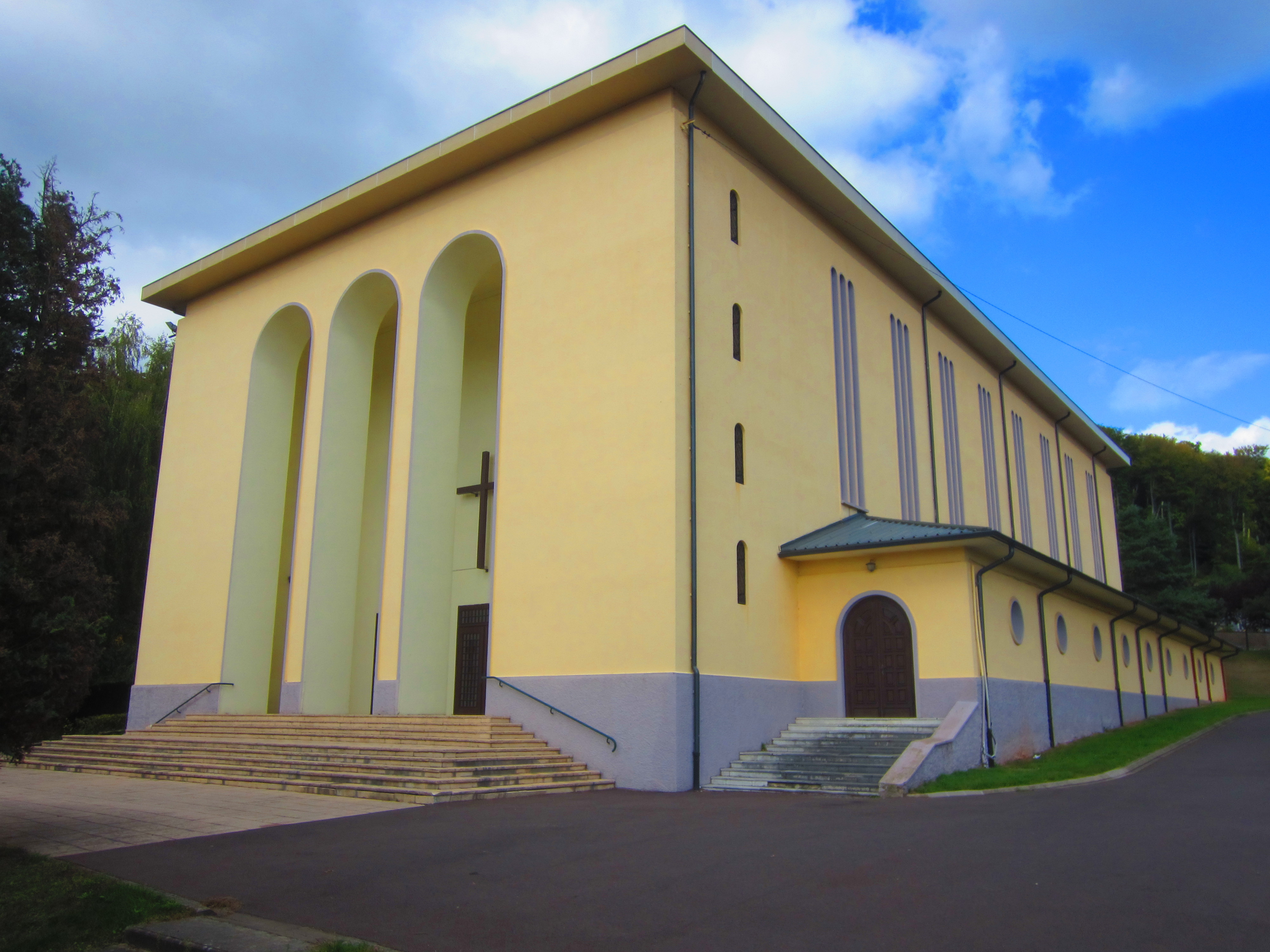
Kirche Christ-Roi in der Bergarbeitersiedlung
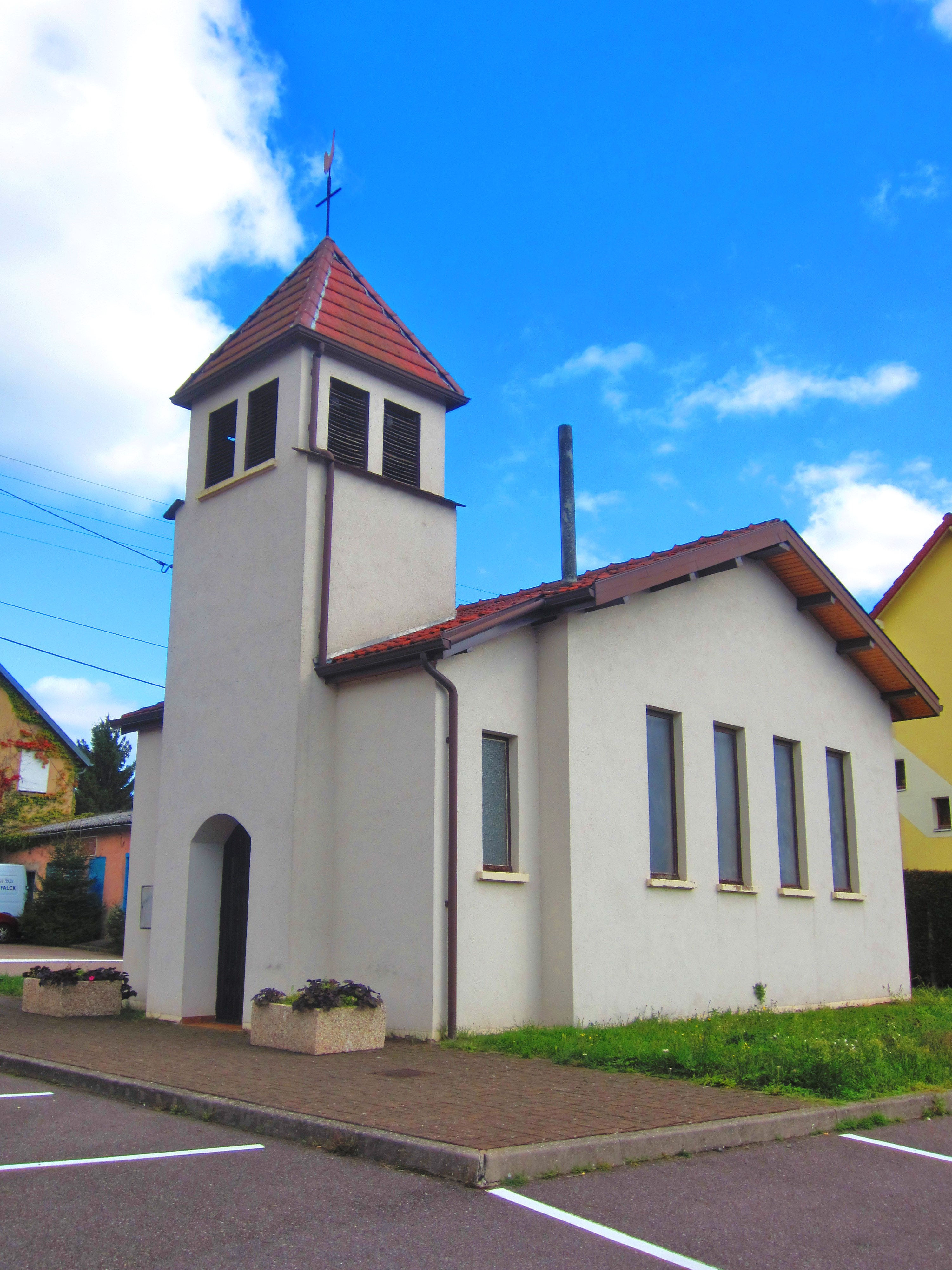
Protestantische Kirche
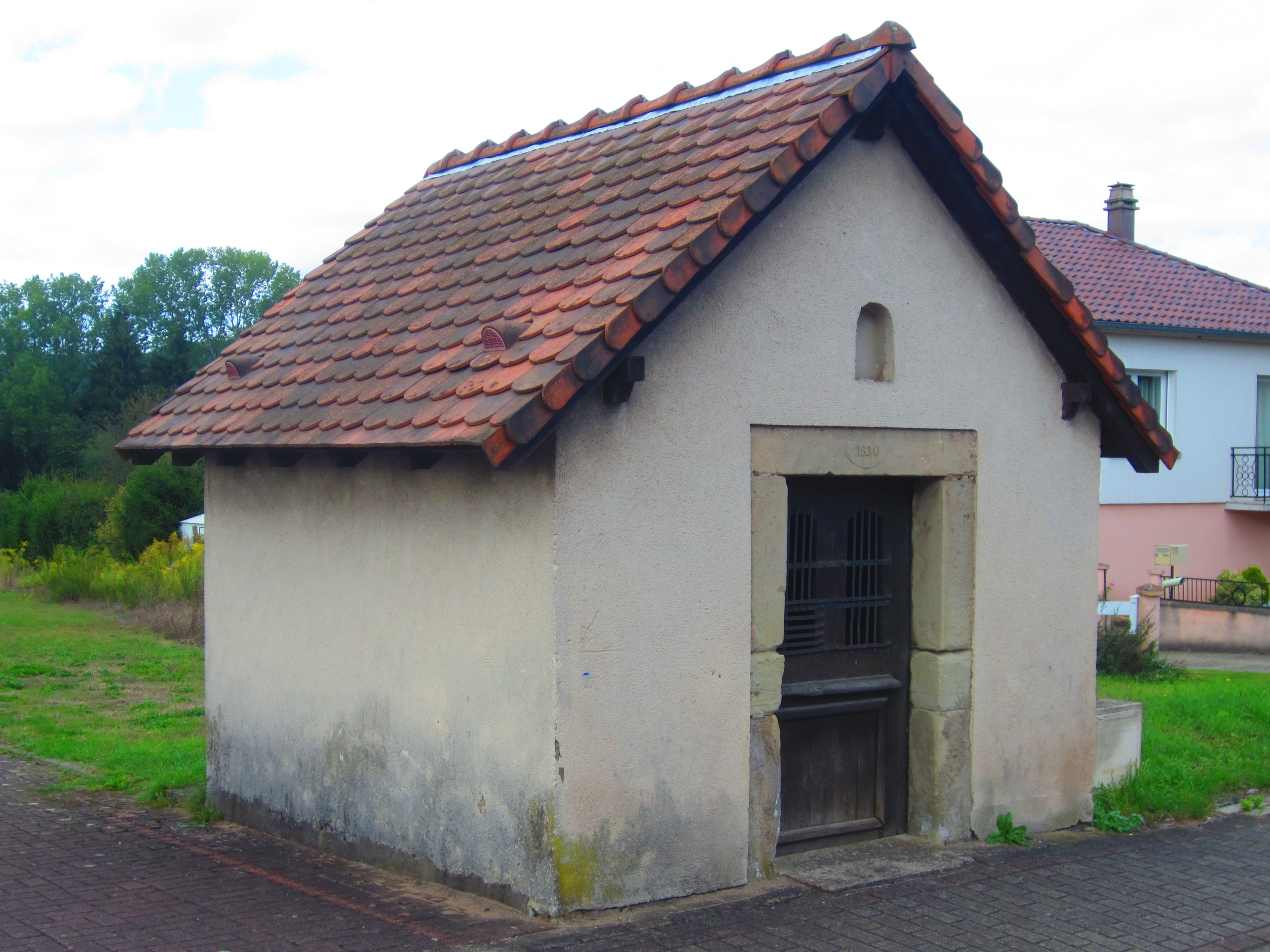
Namenlose Kapelle in der Rue Principale